# BLS RABe 535
Der BLS RABe 535  «Lötschberger» ist ein Niederflur-Triebzug des Herstellers Bombardier Transportation für den Regionalverkehr. Das Fahrzeug wurde auf Ausschreibung der BLS für den Einsatz als RegioExpress Bern–Brig via Lötschbergscheiteltunnel konzipiert. Es handelt sich um einen direkten Abkömmling des Niederflur-S-Bahn-Zuges BLS RABe 525 «NINA».

## Fahrzeug
Der RABe 535 ist eine Weiterentwicklung des RABe 525, entwickelt vom Standort Aachen/Deutschland, erbaut von Bombardier Transportation. Der vierteilige Triebzug hat 85 % Niederflur-Anteil. Unter den Führerständen der beiden Endwagen befindet sich je ein Drehgestell, zwischen den Wagenkästen befinden sich drei Jakobsdrehgestelle. Die Wagenkästen sind in Stahl-Leichtbauweise gefertigt, die Führerstände bestehen aus Polyester-Verbundstoff.
Der Triebzug ist klimatisiert und bietet 28 Plätze der ersten Klasse und 143 Plätze der zweiten Klasse. Multifunktions-Abteile bieten Platz für Koffer, Fahrräder und Kinderwagen. In einem der Endwagen befindet sich ein behindertengerechtes WC mit geschlossenem Toilettensystem.

## Technik
Die Traktionsausrüstung besteht aus zwei IGBT-Stromrichtern mit Gleichspannungszwischenkreis und total vier Asynchron-Fahrmotoren von je 250 kW Dauerleistung. Es handelt sich um eine Einsystem-Ausrüstung für das in der Schweiz übliche 15-kV / 16-2/3-Hz-System. Die Anfahrzugkraft beträgt 123 kN gegenüber von 105 kN des «NINA».
Als Bremssysteme sind eine elektrische Rekuperationsbremse, eine Magnetschienenbremse, eine ep-Bremse sowie eine Federspeicher-Feststellbremse vorhanden. Die letzteren zwei wirken auf Radscheibenbremsen.
Beidseitig ist je eine Scharfenbergkupplung vorhanden, dies erlaubt eine schnelle Zugs-Trennung respektive ‑Kupplung. Die RABe 535 sind technisch kompatibel zu den RABe 525, so dass freizügig Kompositionen mit beiden Typen gebildet werden können. Dies war im Jahre 2009 sehr häufig notwendig, da durch Lieferverzögerungen des Herstellers und wegen diverser technischer Störungen nicht genügend RABe 535 zur Verfügung standen.

## Einsatz

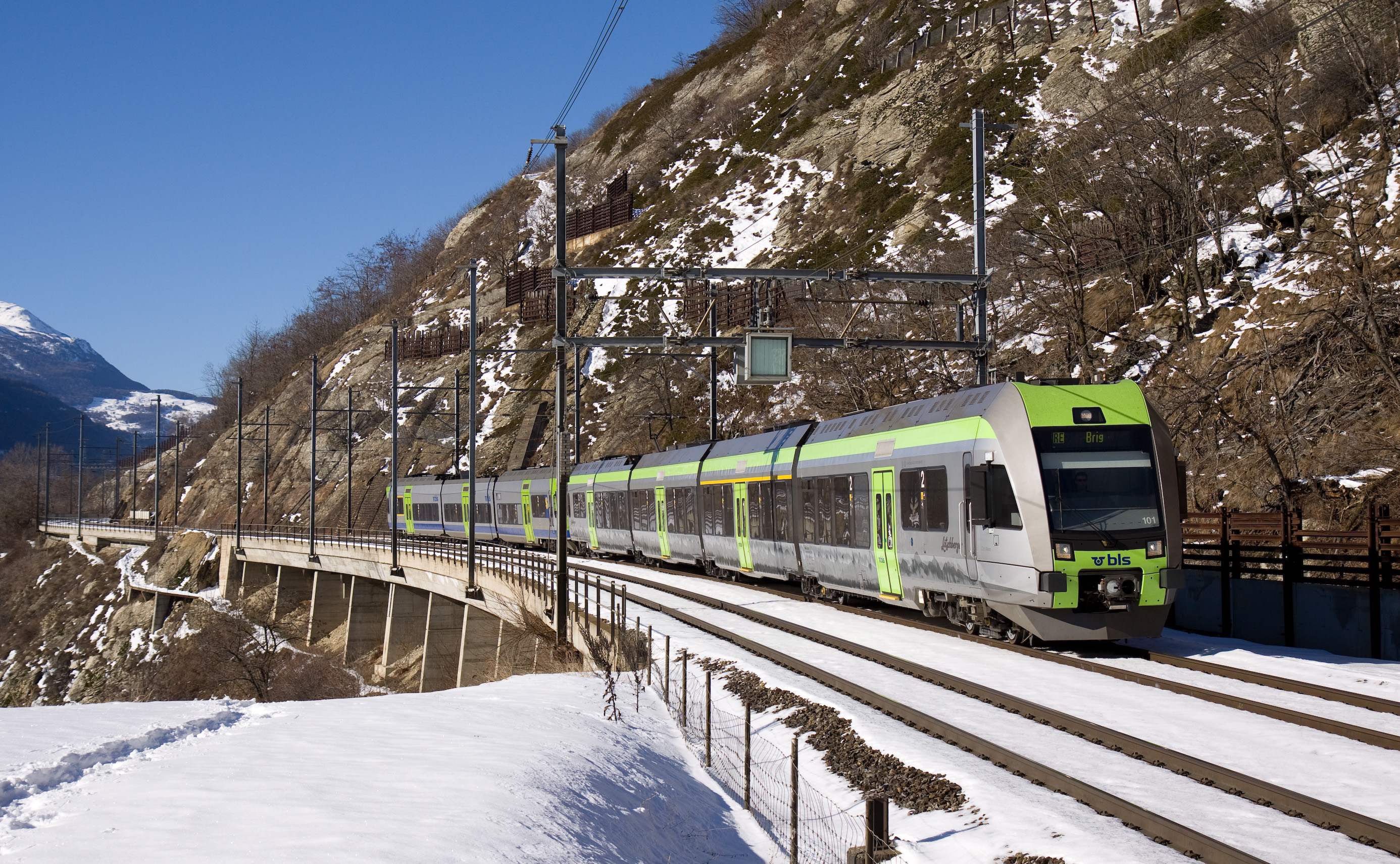
Lötschberger in Vielfachsteuerung mit einer NINA auf der Lötschberg-Südrampe

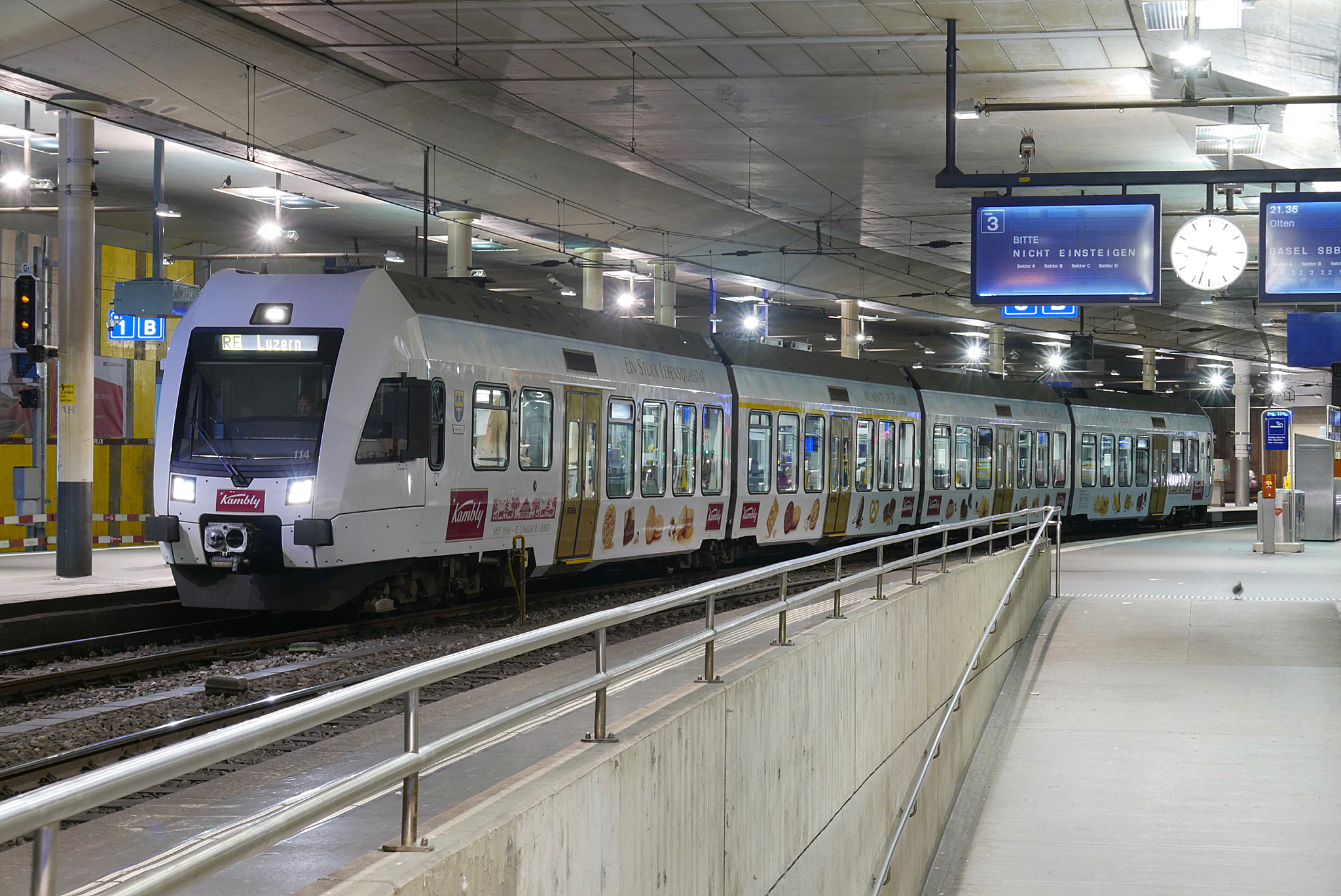
RABe 535 114 mit Kambly-Werbung am Bahnhof Bern

Mit der Inbetriebnahme des Lötschberg-Basistunnels verkehren die Intercity-Züge von Bern ins Wallis seit Dezember 2007 nicht mehr über die Lötschberg-Bergstrecke. Die Erschliessung des Kandertals und der Lötschberg-Südrampe wurde bis Dezember 2022 mit RegioExpress-Zügen «Lötschberger» Bern–Spiez–Brig sichergestellt. Da die Nachfrage zwischen den Stationen Bern und Spiez wesentlich höher ist als südlich von Spiez, wird ein Flügelzug-Konzept angewandt. Von Bern her kommend wurde ein in Dreifach-Traktion geführter Zug in Spiez getrennt; zwei Triebzüge verkehrten weiter nach Brig, einer nach Zweisimmen. Zu Spitzenzeiten konnte auch ein vierteiliger Zug verwendet werden, in Schwachlastzeiten reichte eine Doppeltraktion Bern–Spiez aus. Die RABe 535 sind für diesen Verkehr konzipiert worden; durch die automatische Kupplung ist eine schnelle Zugstrennung respektive ‑verbindung in Spiez möglich. Gegenüber dem Vorgängerzug RABe 525 wurde der Komfort für die Reisenden verbessert, da hier auch Erlebnis-Reisende angesprochen werden sollen.
Die 2006 bestellten 13 Fahrzeuge hätten ab dem Fahrplanwechsel vom 14. Dezember 2008 vorwiegend für den RE Lötschberger (Bern) – Spiez – Brig und Richtung Zweisimmen eingesetzt werden sollen. Weil sich die Fahrzeug-Lieferung verzögerte, mussten die vorgesehenen Dienste zunächst mit älteren RABe 525 NINA gefahren werden. Wegen Kapazitätsengpässen zwischen Zollikofen und Bern waren direkte Züge nur zu Randzeiten möglich. Am 11. Dezember 2011 wurde ein drittes Gleis von Zollikofen nach Rütti in Betrieb genommen, seither verkehren nun alle RE Lötschberger bis Bern.
Seit Dezember 2015 verkehren auf der RegioExpress-Linie Bern–Langnau–Wolhusen–Luzern mehrheitlich – seit Dezember 2016 ausschliesslich – Lötschberger-Kompositionen. Die RE-Züge von Bern nach Luzern werden in Wolhusen mit der S7 von Langenthal und Willisau (RABe 525 NINA) vereinigt und fahren gekoppelt nach Luzern. In der Gegenrichtung findet die Trennung von RE und S7 ebenfalls in Wolhusen statt. Die Lötschberger-Fahrzeuge kommen teilweise auch auf der S6 Luzern–Wolhusen–Langnau zum Einsatz.
Da der bisherige Kambly-Werbezug, bestehend aus Re 465 und EW III, nun nicht mehr auf dieser Strecke verkehrt, wurden die beiden Züge 114 und 115 mit Kambly-Werbung beklebt.
Seit dem 8. Januar 2024 befand sich der RABe 535 101 im Refitprogramm in der Werkstätte Bönigen. Seit dem 3. Juni 2024 ist er wieder im Einsatz. Das Aussendesign wurde an dasjenige der MIKA BLS RABe 528 angeglichen. Auch die Inneneinrichtung wurde leicht abgeändert, und die Beleuchtung wurde auf LED umgerüstet. Die weiteren 24 Fahrzeuge werden bis 2027 ebenfalls das Refit durchlaufen.

## Strecken
Die RABe 535 Lötschberger werden auf folgenden Strecken eingesetzt (Stand: Dezember 2024):
- S 21 Thun – Steffisburg – Oberdiessbach – Konolfingen

(HVZ-Zusatzzüge)
- S 22 Langnau i. E. – Signau – Konolfingen – Bern

(HVZ-Zusatzzug)
- S 41 Thun – Konolfingen – Burgdorf – Solothurn
- S 42 Konolfingen – Grosshöchstetten – Walkringen – Hasle-Rüegsau
- S 43 Thun – Steffisburg – Oberdiessbach – Konolfingen
- S 44 Thun – Belp – Bern – Burgdorf (Flügelung) – Sumiswald-Grünen / Solothurn  (nur Zugteil nach Solothurn)

Ab dem Fahrplan 2023 wurden die Lötschberger vom Lötschberg abgezogen und durch den MIKA abgelöst und verkehren nicht mehr auf den folgenden Strecken:
- 1 Bern – Spiez – Brig (– Domodossola)
- 1 Bern – Spiez – Zweisimmen

## Anzahl
Die BLS AG hat 2008 eine Option auf acht weitere Fahrzeuge dieses Typs eingelöst, um den zusätzlichen Fahrzeugbedarf decken zu können. 2011 wurden nochmals vier Züge nachbestellt, die bis Ende 2012 ausgeliefert wurden. Drei ersetzen andere Züge, der vierte deckt Nachfragespitzen ab.

## Taufnamen
Aufgelistet sind nur die getauften Fahrzeuge:
| Betriebsnummer | Taufname               | Bild                    |
| -------------- | ---------------------- | ----------------------- |
| 535 101        | Züri West 1 + Wolhusen | Wappen BLS RABe 535 101 |
| 535 102        | Schüpfheim             | Wappen BLS RABe 535 102 |
| 535 103        | Burgdorf               | Wappen BLS RABe 535 103 |
| 535 104        | Naters                 | Wappen BLS RABe 535 104 |
| 535 107        | Rüdtligen-Alchenflüh   | Wappen BLS RABe 535 107 |
| 535 110        | Brenzikofen            | Wappen BLS RABe 535 110 |
| 535 114        | Trubschachen 1         | Wappen BLS RABe 535 114 |
| 535 115        | Trubschachen 2         | Wappen BLS RABe 535 115 |
| 535 122        | Steffisburg            | Wappen BLS RABe 535 122 |
| 535 123        | Ausserberg             | Wappen BLS RABe 535 123 |
| 535 124        | Eggerberg              | Wappen BLS RABe 535 124 |